# 豊橋市立北部中学校
豊橋市立北部中学校（とよはししりつほくぶちゅうがっこう）は愛知県豊橋市下地町にある公立中学校。

## 概要
豊川の北の豊橋市北部にある中学校。「北中」（ほくちゅう）と呼ばれる。2年生・3年生・1年生・特別支援学級、それぞれ3クラス。国道1号線が近くを通っている。
下地小学校、大村小学校、津田小学校の三校の卒業生が通う。
体育館の外壁には大きく「為せば成る-Let's Try-」という校訓が書かれている。

## 沿革
- 1947年（昭和22年）4月：豊橋市立下地小学校の校舎を借用して、豊橋市立北部第一中学校[1]を設立。
- 1948年（昭和23年）9月：校名を豊橋市立北部中学校と改名。
- 1949年（昭和24年）：現在地に校舎を建設。

## 校訓
- 「為せば成る」

## 教育目標
- 自ら考え、正しい行動ができる生徒
- 心豊かで、思いやりのある生徒
- 心と体を鍛え、たくましい生徒

## 主な学校行事
- 豊川クリーン活動 - 近くを流れる豊川の清掃活動。1年生が行う。
- 北中祭 - 体育祭（体育の部）からなる。2023年度から文化祭は開催していない。
- 合唱コンクール - 毎年秋に行われる。場所は2009年度まで豊橋市公会堂、2010年度から豊橋ライフポートで実施。それ以前は本校体育館で実施されていた。

## 部活動
- 野球部（男女）
- バスケットボール部（男女）
- ソフトテニス部（男女）
- バレーボール部（女子のみ）
- 剣道部（男女）
- 音楽部（男女）
- 陸上部（男女）
- 美術部（男女）
- 駅伝部（男女）：夏休みから大会終了までの期間

### 廃部になった部活動
- 水泳部
- サッカー部
- 情報部
- 園芸部
- 体力増進部

## 主な出身者
- 喜多郎（シンセイザー奏者・作曲者）
- 武雄山（元力士・現年寄 山分）
- 米山みどり（プロゴルファー）
- 松井守男 （画家）
- 髙田真希（バスケットボール選手）[2]

## 所在地
- 〒440-0086　愛知県豊橋市下地町字長池1番地

## アクセス
- 豊鉄バス豊川線・新豊線　元下地バス停下車、徒歩約5分